# Tournoi des Six Nations féminin 2002
Cet article traite de l'épreuve féminine. Pour la compétition masculine, voir Tournoi des Six Nations masculin 2002.
Pour un article plus général, voir Tournoi des Six Nations féminin.
Navigation
Tournoi féminin 2001 Tournoi féminin 2003
Le Tournoi des Six Nations féminin 2002 est la septième édition du tournoi, qui se joue désormais à six nations avec le retour de l'équipe d'Irlande dans la compétition. Cette édition se déroule du 3 février au 7 avril 2002 et oppose les équipes d'Angleterre, d'Écosse, d'Espagne, de France, d'Irlande et du pays de Galles.
L'équipe de France l'emporte et gagne le Grand Chelem, tandis que l'Angleterre remporte la Triple couronne et que l'Irlande reçoit la Cuillère de bois.

## Les matches
Les rencontres du tournoi se déroulent sur cinq journées entre février et avril.
| 3 février 2002 | Bègles                 | France  | 24 - 0  | Espagne        |
| 3 février 2002 | Thomond Park, Limerick | Irlande | 5 - 13  | Pays de Galles |
| 3 février 2002 | Dunbar                 | Écosse  | 25 - 35 | Angleterre     |

| 15 février 2002 | Bridgend  | Pays de Galles | 0 - 20  | France  |
| 16 février 2002 | Barcelone | Espagne        | 14 - 17 | Écosse  |
| 17 février 2002 | Worcester | Angleterre     | 79 - 0  | Irlande |

| 1er mars 2002 | Tournon                | France  | 22 - 17 | Angleterre     |
| 2 mars 2002   | Madrid                 | Espagne | 20 - 0  | Pays de Galles |
| 2 mars 2002   | Thomond Park, Limerick | Irlande | 0 - 9   | Écosse         |

| 23 mars 2002 | Old Deer Park, Richmond | Angleterre | 40 - 0  | Pays de Galles |
| 24 mars 2002 | Inverleith, Édimbourg   | Écosse     | 12 - 22 | France         |
| 25 mars 2002 | Thomond Park, Limerick  | Irlande    | 6 - 8   | Espagne        |

| 5 avril 2002 | Melun                  | France         | 46 - 0  | Irlande    |
| 7 avril 2002 | Madrid                 | Espagne        | 14 - 53 | Angleterre |
| 7 avril 2002 | Stradey Park, Llanelli | Pays de Galles | 3 - 31  | Écosse     |

## Le classement

Nations participant au Tournoi

| Rang | Nation         | J | V | N | D | Pm  | Pe  | Diff | Pts |
| ---- | -------------- | - | - | - | - | --- | --- | ---- | --- |
| 1    | France         | 5 | 5 | 0 | 0 | 134 | 29  | +105 | 10  |
| 2    | Angleterre (T) | 5 | 4 | 0 | 1 | 224 | 61  | +163 | 8   |
| 3    | Écosse         | 5 | 3 | 0 | 2 | 94  | 74  | +20  | 6   |
| 4    | Espagne        | 5 | 2 | 0 | 3 | 56  | 100 | -44  | 4   |
| 5    | Pays de Galles | 5 | 1 | 0 | 4 | 16  | 116 | -100 | 2   |
| 6    | Irlande        | 5 | 0 | 0 | 5 | 11  | 155 | -144 | 0   |

|  | Vainqueur du tournoi  |
|  | T : tenante du titre. |